# Премия в области компьютеров и коммуникаций имени Кодзи Кобаяси
Премия в области компьютеров и коммуникаций имени Кодзи Кобаяси (англ. IEEE Koji Kobayashi Computers and Communications Award) — была учреждена советом директоров организации Института инженеров электротехники и электроники в 1986 году. Этой наградой отмечается выдающийся вклад в объединение компьютеров и коммуникаций.
Награда была названа в честь Кодзи Кобаяси, который являлся движущей силой в продвижении использования совместно компьютеров и коммуникаций.
Награда может быть вручена персонально, нескольким номинантам или группе, состоящей не более чем из трёх человек.
Получатели данной награды также получают и бронзовую медаль, сертификат и гонорар.

## Список награждённых
- 1988: Стюарт Веккер
- 1989: Александр Дж. Фрейзер[англ.]
- 1990: Элвин Берлекэмп
- 1991: Стивен С. Лавенберг
- 1991: Мартин Райзер
- 1992: Винтон Серф
- 1992: Роберт Э. Кан
- 1993: Готтфрид Унгербокк
- 1994: Джонатан Шилдс Тёрнер
- 1995: Норман Абрамсон
- 1996: К. Мани Ченди
- 1997: Тим Бернерс-Ли
- 1998: Джек Кейл Вулф
- 1999: Уитфилд Диффи
- 1999: Мартин Хеллман
- 1999: Ральф Меркл
- 2000: Рональд Линн Ривест
- 2000: Ади Шамир
- 2000: Леонард Адлеман
- 2001: Джон М. Чёффи
- 2002: Ван Якобсон
- 2003: Брюс Хайек
- 2004: Не вручалась
- 2005: Фрэнк Келли
- 2006: Николас Ф. Максимчук
- 2007: Дональд Ф. Таузли
- 2008: Дон Копперсмит
- 2009: Ник МакКеон
- 2010: Ларри Л. Питерсон
- 2011: Томас Дж. Ричардсон и Ридигер Л. Урбанке
- 2012: Жак Валранд
- 2013: Томас Андерсон
- 2014: Джордж Варгес[англ.]
- 2015: Алберт Гринберг
- 2016: Леандрос Тассиулас
- 2017: Каннан Рамчандран
- 2018: Victor Bahl[англ.]